# Barbra Amesbury
Barbra Amesbury, geboren als Bill Amesbury, (Kirkland Lake (Ontario), 1948) is een Canadese zanger/songwriter, componist, filmmaker en filantroop, die diverse top 40-hits had in Canada tijdens de jaren 1970. Nadien kwam hij openlijk uit als transgender. Amesbury was de langjarige partner van de Canadese filantroop Joan Chalmers tot aan haar overlijden in 2016.

## Carrière
Amesbury's grootste hit was Virginia (Touch Me Like You Do) (1974), die ook de eerste door Casablanca Records uitgebrachte single was en werd geschreven door Amesbury. Can You Feel It was ook een bescheiden hit in 1976. Nothing But a Fool werd gecoverd door Natalie Cole en A Thrill's a Thrill werd opgenomen in 1979 door Long John Baldry en gecoverd door Mitch Ryder met Marianne Faithfull en John Cougar.
In 1976 en 1977 produceerde Amesbury No Charge van J.J. Barrie, die een nummer 1-hit werd in het Verenigd Koninkrijk. In 2002 brachten James Collins en Dave Pickell de single Do You Mind If We Talk About Bill uit.

## Verder
In 1994 organiseerden Amesbury en haar partner Joan Chalmers een kunsttentoonstelling met de naam Survivors, In Search of a Voice: The Art of Courage, gebruik makend van verhalen van borstkanker-overlevenden om vrouwen te inspireren om kunstwerken te creëren, gericht op het gevormde bewustzijn over borstkanker. De tentoonstelling toerde door Noord-Amerika van 1995 tot 1998, vergezeld door een begeleidend boek. Amesbury maakte ook een documentaire film over de tournee.
In 2006 en 2007 was haar documentaire film The G8 is Coming… The G8 is Coming een officiële selectie van het Rome International Film Festival, het Ashville Film Festival, het Atlanta Film Festival, het Southern Winds Film Festival en het Dixie Film Festival.
Amesbury en Chalmers waren voorzien van draagvlak en donaties voor een mengeling van liefdadigheid en organisatie via hun Woodlawn Arts Foundation.

## Discografie

### Singles
- 1974: Virginia (Touch Me Like You Do)
- 1977: You Belong to Me / Harlow (niet beschikbaar op een commercieel uitgebracht album)
- 1976: Can You Feel It

### Albums
- 1974: Jus' a Taste of the Kid
- 1976: Can You Feel It

### Verder
- Nothin' But a Fool (compositie)
- No Charge (productie)
- A Thrill's a Thrill (compositie)

- Library of Congress Control Number: n92085438
- MusicBrainz: 4b1afffc-ce59-4166-9cfd-21b0f152d80a
- Virtual International Authority File: 105688611
- WorldCat: E39PBJcKQjxtRPj7R3tDDmkFKd